# Elachista canapennella
Elachista canapennella là một loài bướm đêm thuộc họ Elachistidae. Nó được tìm thấy ở Fennoscandia và miền bắc Nga to Pyrenees, Ý và România và from Ireland to central Nga.
Sải cánh dài 8–10 mm. Con trưởng thành bay từ tháng 4 đến tháng 6 và từ tháng 7 đến tháng 9. Có hai lứa trưởng thành một năm.
Ấu trùng ăn Agrostis stolonifera, Arrhenatherum elatius, Avenula pubescens, Deschampsia cespitosa, Festuca, Holcus mollis và Poa. They mine the leaves of their host.

## Hình ảnh

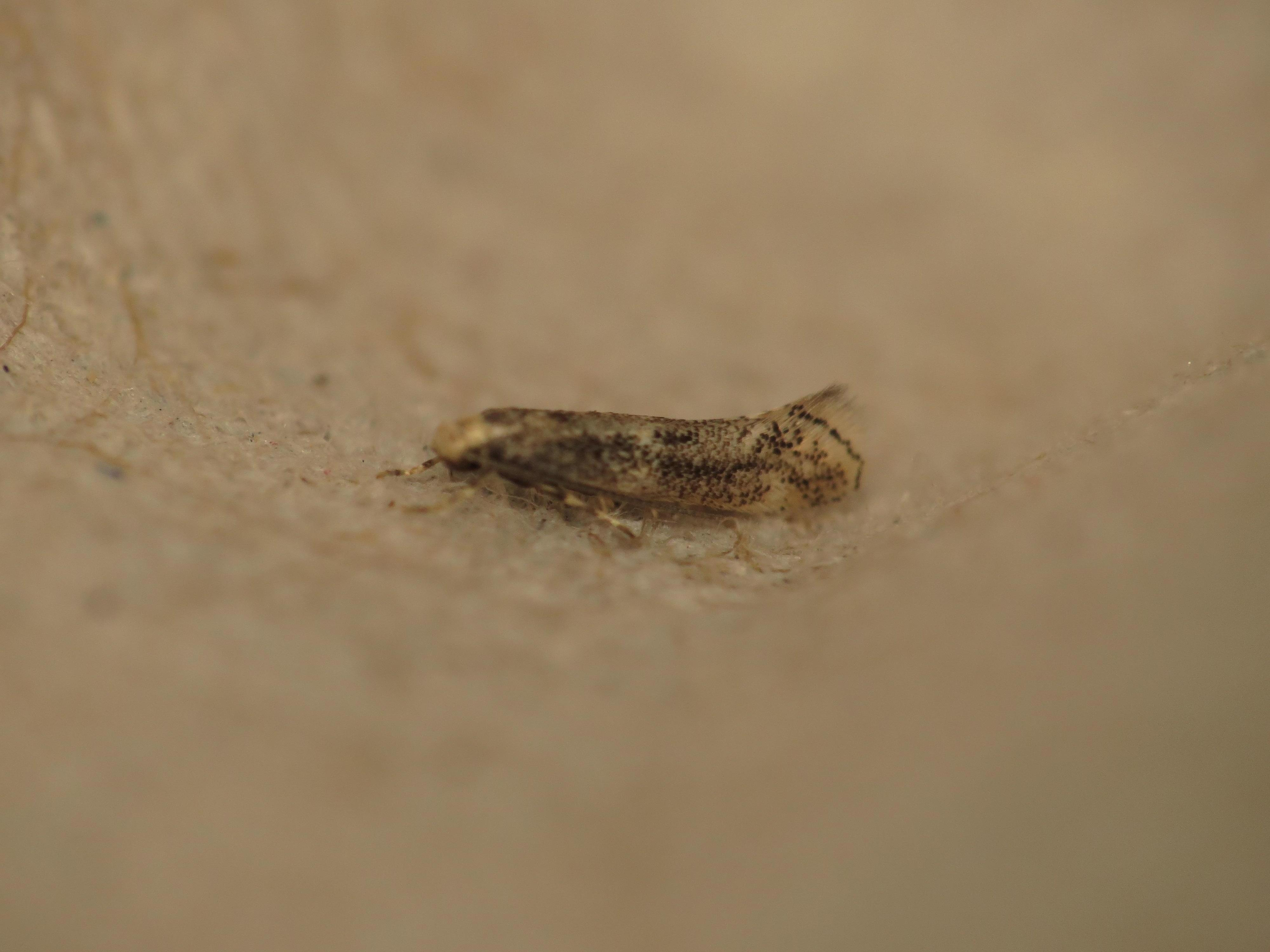
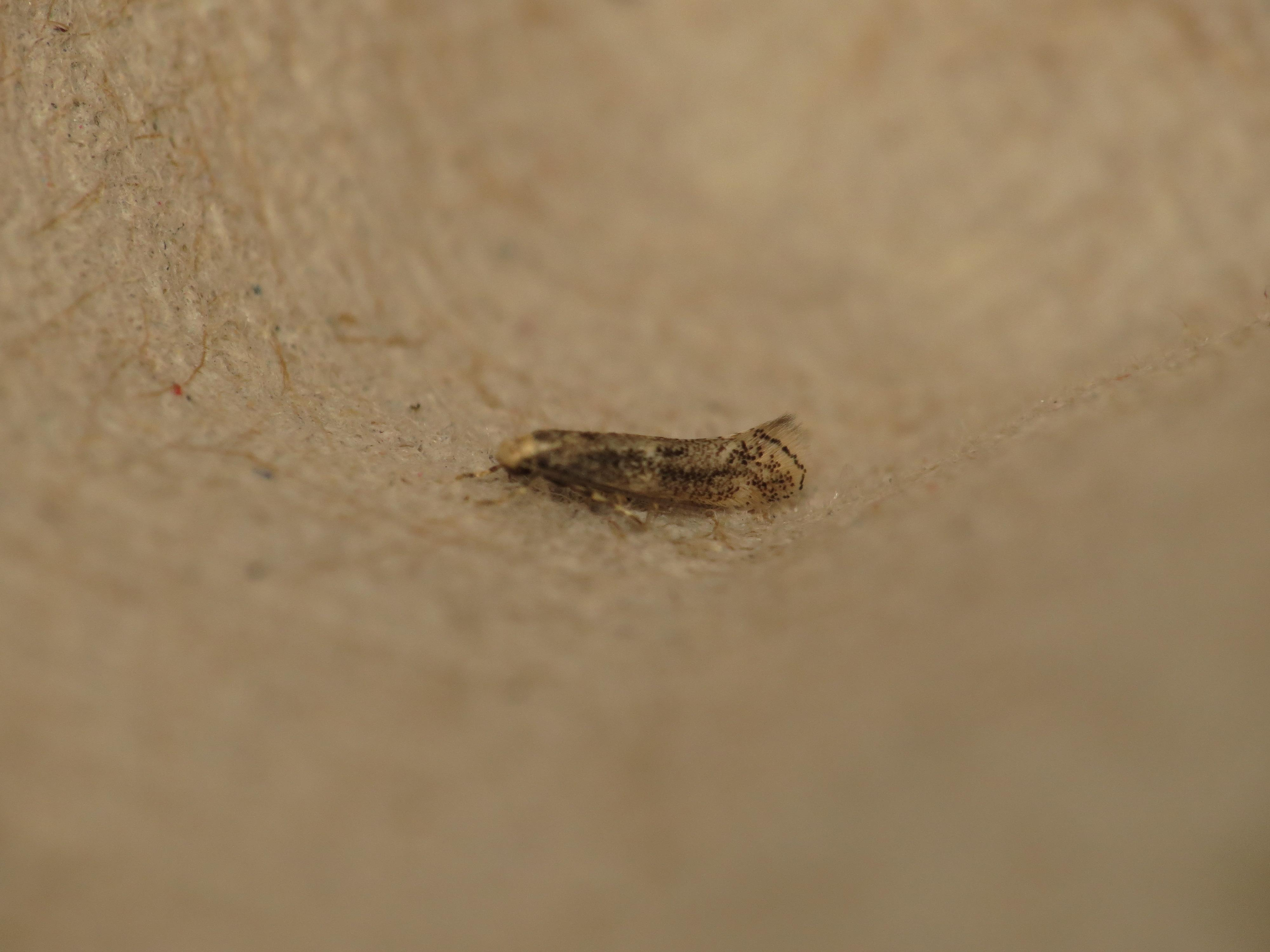